# 大足 (元号)
大足（だいそく）は、武周の武則天の治世に使用された元号。701年。

## 期間
- 久視二年正月三日丁丑（701年2月15日）、大足に改元[1][2][3]
- 大足元年十月二十二日辛酉（701年11月26日）、長安に改元[4][5][6]

## 西暦・干支との対照表
| 大足 | 元年  |
| 西暦 | 701年 |
| 干支 | 辛丑  |